# Episodi di Una famiglia come le altre (prima stagione)
La prima stagione della serie televisiva Una famiglia come le altre è stata trasmessa in anteprima negli Stati Uniti d'America dalla ABC tra il 21 settembre 1989 e il 13 maggio 1990.
| nº | Titolo originale                    | Titolo italiano | Prima TV USA      | Prima TV Italia |
| -- | ----------------------------------- | --------------- | ----------------- | --------------- |
| 1  | Pilot                               |                 | 21 settembre 1989 |                 |
| 2  | Corky for President                 |                 | 24 settembre 1989 |                 |
| 3  | The Baby-Sitter                     |                 | 1º ottobre 1989   |                 |
| 4  | Break a Leg, Mom                    |                 | 8 ottobre 1989    |                 |
| 5  | Becca's First Love                  |                 | 15 ottobre 1989   |                 |
| 6  | Paige's Date                        |                 | 22 ottobre 1989   |                 |
| 7  | Paige's Mom                         |                 | 5 novembre 1989   |                 |
| 8  | Call of the Wild                    |                 | 12 novembre 1989  |                 |
| 9  | Corky Witnesses a Crime             |                 | 26 novembre 1989  |                 |
| 10 | Ordinary Heroes                     |                 | 3 dicembre 1989   |                 |
| 11 | Pets, Guys and Videotape            |                 | 10 dicembre 1989  |                 |
| 12 | Corky's Crush                       |                 | 14 gennaio 1990   |                 |
| 13 | Thacher and Henderson               |                 | 21 gennaio 1990   |                 |
| 14 | The Return of Uncle Richard         |                 | 4 febbraio 1990   |                 |
| 15 | Brothers                            |                 | 11 febbraio 1990  |                 |
| 16 | Corky Rebels                        |                 | 18 febbraio 1990  |                 |
| 17 | It Ain't All It's Cracked up to Be  |                 | 4 marzo 1990      |                 |
| 18 | Pig o' My Heart                     |                 | 25 marzo 1990     |                 |
| 19 | Becca and the Underground Newspaper |                 | 1º aprile 1990    |                 |
| 20 | Save the Last Dance for Me          |                 | 15 aprile 1990    |                 |
| 21 | With a Mighty Heart                 |                 | 29 aprile 1990    |                 |
| 22 | The Spring Fling                    |                 | 13 maggio 1990    |                 |